# Cyperus pseudovegetus
Cyperus pseudovegetus är en halvgräsart som beskrevs av Ernst Gottlieb von Steudel. Cyperus pseudovegetus ingår i släktet papyrusar, och familjen halvgräs. Inga underarter finns listade i Catalogue of Life.